# New Standard Tuning
New Standar Tuning (NST), o Nueva Afinación Estándar, es una afinación alternativa para la guitarra, que se aproxima a una afinación por quintas. A las cuerdas de la guitarra se le asignan las siguientes notas: Do2-Sol2-Re3-La3-Mi4-Sol4 (de la más grave a la más aguda); las cinco cuerdas abiertas más graves se encuentran afinadas en un Intervalo de quinta perfecta {(Do,Sol),(Sol,Re),(Re,La),(La,Mi)}; las dos cuerdas más agudas se encuentran separadas por una tercera menor  (Mi,Sol).
La afinación por quintas es normalmente utilizada para mandolinas, cellos, violas y violines. En una guitarra, afinar las cuerdas por quintas, significaría que la primera cuerda sería un Si alto, algo que no era práctico hasta hace poco.[cita requerida] La NST proporciona una buena aproximación a una afinación por quintas. Como otras afinaciones regulares, la NST permite que las digitaciones de acordes puedan ser cambiadas desde un conjunto de cuerdas a otro.
La extensión Do-Sol de la NST es más amplia, siendo más grave y más aguda, que la extensión Mi-Mi de la afinación estándar, en qué las cuerdas está afinadas en las notas abiertas Mi2-La2-Re3-Sol3-Si3-Mi4. La extensión más amplia permite a las guitarras en NST tocar una repertorio que podría ser poco práctico, si no imposible, en guitarras afinadas de manera convencional.
La NST fue desarrollada por Robert Fripp, el guitarrista de King Crimson. Fripp ha enseñado la Nueva Afinación Estándar en cursos de Guitar Craft empezando desde 1985, y miles de alumnos de Guitar Craft siguen utilizando la afinación. Como otras sintonías alternativas para la guitarra, la NST proporciona retos y oportunidades nuevos a los guitarristas, quiénes han desarrollado música especialmente adaptada a la NST.
La NST somete a las cuerdas de guitarra a una tensión mayor que la afinación estándar. Los conjuntos de cuerdas normales no funcionan bien con afinación, ya que las cuerdas más graves quedan demasiado sueltas, y las más agudas se pueden cortar rápidamente ante la tensión aumentada. Conjuntos especiales cuerdas para la NST han estado disponibes por décadas, y algunos guitarristas han compuesto conjuntos de cuerdas de NST a través de cuerdas individuales.

## Historia

Las cuerdas abiertas de la Nueva Afinación Estándar

La New Standar Tuning (NST) o Nueva Afinación Estándar fue inventada por Robert Fripp de la banda de rock progresivo King Crimson, en septiembre de 1983. Fripp empezó a utilizar la afinación en 1985, antes de empezar sus seminarios de Guitar Craft, los cuales han enseñado la afinación a tres mil guitarristas.
| Cuerda (diestro) | Nota | Frecuencia (hertz) |
| ---------------- | ---- | ------------------ |
| 1                | Sol  | 392.00             |
| 2                | Mi   | 329.63             |
| 3                | La   | 220.00             |
| 4                | Re   | 146.83             |
| 5                | Sol  | 98.66              |
| 6                | Do   | 65.41              |

La afinación es (de más grave a más agudo):  Do2-Sol2-Re3-La3-Mi4-Sol4. La versión original de la NST era a través de quintas.  
Aun así, en los ochenta, Fripp nunca consiguió el Si agudo de una afinación por quintas completa. Aunque consiguió un La, la vida útil de la cuerda era demasiado corta. Experimentando con una cuerda en Sol, Fripp tuvo éxito. "Originalmente, visto en quintas absolutas, la cuerda superior no llegaba a Si, entonces, como en un banjo tenor, adopté un La como la primera cuerda. Estas se siguieron rompiendo, asú que el Sol fue adoptado."  En 2012, Fripp sugirió que miembros del Círculo de Guitarras experimentasen con una cuerda en La (de 0.007 pulgadas) de Octava4Plus de Gary Goodman. De ser exitoso, el experimento podría conducir a una "NST 1.2", Do2Sol2Re3La3Mi4-La4, según Fripp. En 2010, Fripp sugirió rebautizar la afinación como "Guitar Craft Standar Tuning o Afinación en Do Pentatónica".

## Propiedades
Las cinco cuerdas más graves se encuentran afinadas en quintas perfectas de un Do bajo. La primera cuerda es una tercera menor más alta del Mi al Sol. Como las cinco cuerdas más graves se encuentran afinadas por quintas, las guitarras con NST pueden ser tocadas con la misma digitación para acordes y escalas utilizadas en el violín, el chelo y la mandolina.
Las primeras cinco cuerdas de la NST tienen una afinación por quintas, por lo que todos los acordes por quintas son movibles a través del puente. En contraste, la afinación estándar tiene una irregular tercera mayor interyectada entre sus cuartas perfectas, lo que dificulta el aprendizaje de acordes para principiantes.
Las notas abiertas distintivas {Do,Sol,Re,La,Mi}, son las notas del escala pentatonica mayor en Do, la que contiene intervalos de consonante única. La escala de Do petatónica omite el Si abierto de la afinación estándar y de la afinación por quintas, el cual forma un disonante segundo-intervalo con Do. Con el King Crimson de los ochenta, Fripp había utilizado armonía pentátónica en "Discipline",  "Thela Hun Ginjeet", y "Sartori en Tangier".

### Harmonics: Overtones
"With a note of music, one strikes the fundamental, and, in addition to the root note, other notes are generated: these are the harmonic series.... As one fundamental note contains within it other notes in the octave, two fundamentals produce a remarkable array of harmonics, and the number of possible combinations between all the notes increases phenomenally. With a triad, affairs stand a good chance of getting severely out of hand."
Robert Fripp, Denyer (1992, p. 114)

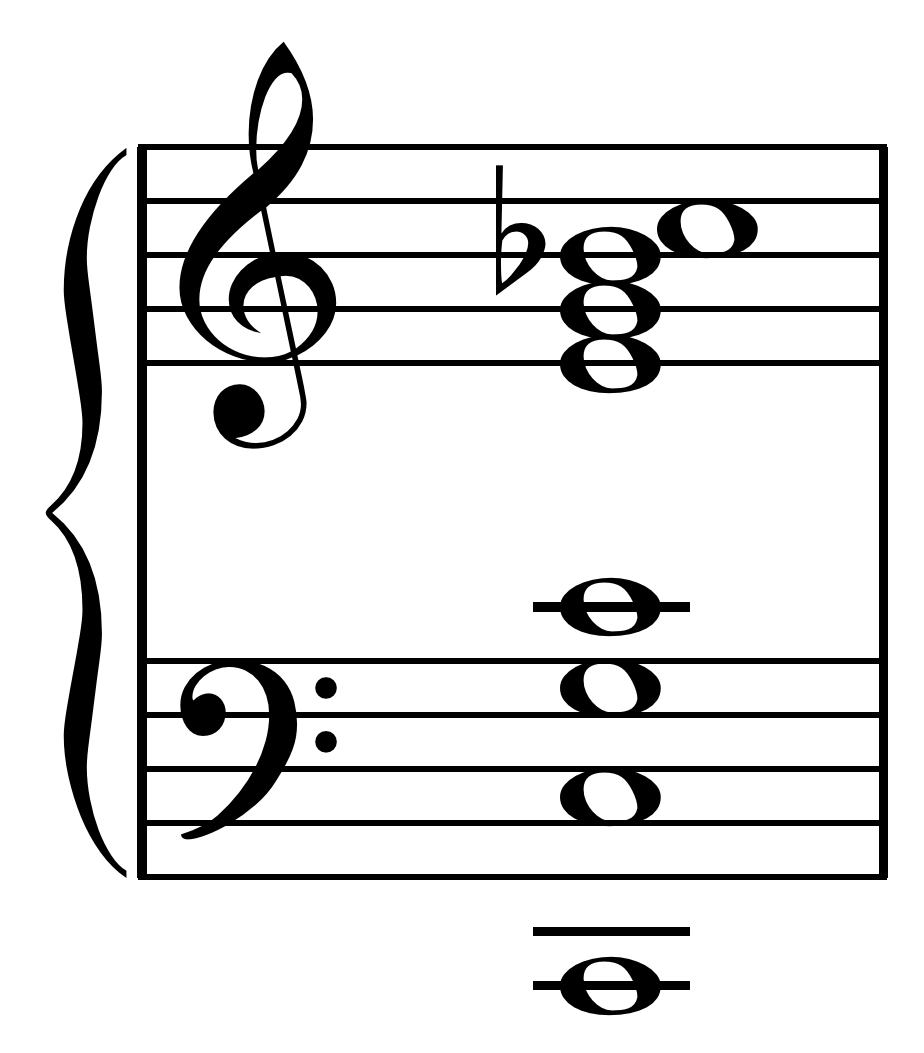
Ocho armónicos iniciales en Do, concretamente (Do,Do,Sol,Do,Mi,Sol,Si♭,Do)

La New Standard Tuning establece cuatro notas (Do, Sol Mi, Sol) de la secuencia armónica (sobretonos) para la nota Do. Cuando la nota abierta de la cuerda en Do es tocada, su secuencia armónica comienza con las notas:
(Do,Do,Sol,Do,Mi,Sol,Si♭,Do).
Para fortalecer un acorde dado, Vincent Persichetti en Armonía del Siglo XX recomienda añadir quintas perfectas sobre los sobretonos iniciales, más que añadir sobretonos más altos, como Si♭ y el Do más alto. El libro de Persichetti influenció a Fripp. En la New Standar Tuning:
- Do es el sobretono fundamental,
- Sol como quinta refuerza a Do,
- Re como quinta refuerza a Sol,
- La como quinta refuerza a Re,
- Mi como una quinta refuerza a La y como un sobretono de quinta refuerza a Do, y
- Sol como un sobretono de sexta refuerza a Do.

### Acordes: Intervalos perfectos más que terceras
Preguntándole a Fripp si la NST facilita "intervalos nuevos o armonías que no se encuentran fácilmente disponibles en la afinación estándar", este respondió, "Sí, aquello es una parte. Es más efectivo. Es un sistema más racional , pero también suena mejor —mejor para acordes, y para notas sueltas—". Para construir acordes, Fripp utiliza "intervalos perfectos en cuartas, quintas y octavas", evitando terceras menores y mayores. La armonía quartal y quintal estuvo acentuada desde el comienzo de la enseñanza de Fripp en Guitar Craft. Fripp comenzó en 1986 el curso con estas instrucciones: "Ahora, elige una nota de las siguientes series—[era una serie de cuartas y quintas]. Cuando estés listo—no te apresures, pero cuando estés listo toca tu nota, luego elige otras y tócalas de acuerdoa lo que solicite la ocasión. Tu primera nota será la primeta nota intencionada   que hayas tocado en una semana."
Es un reto adaptar acordes convencionales de guitarra a la Nueva Afinación Estándar. La NST Tiene intervalos más amplios entre cuerdas consecutivas que la afinación estándar.

"Most songs (that is music which has both words and instrumental accompaniments) written in the [NST] have a quality of walking on long stilts. There are rarely many intervals, harmonic or melodic, in these guitar accompaniments that are closer than a major third except in the top of the voicing. Close voicings (from a single guitar) in [NST] are possible thanks to the minor third between the first and second string, and this is often the only practical place where close voicings occur with any regularity".

### Extensión

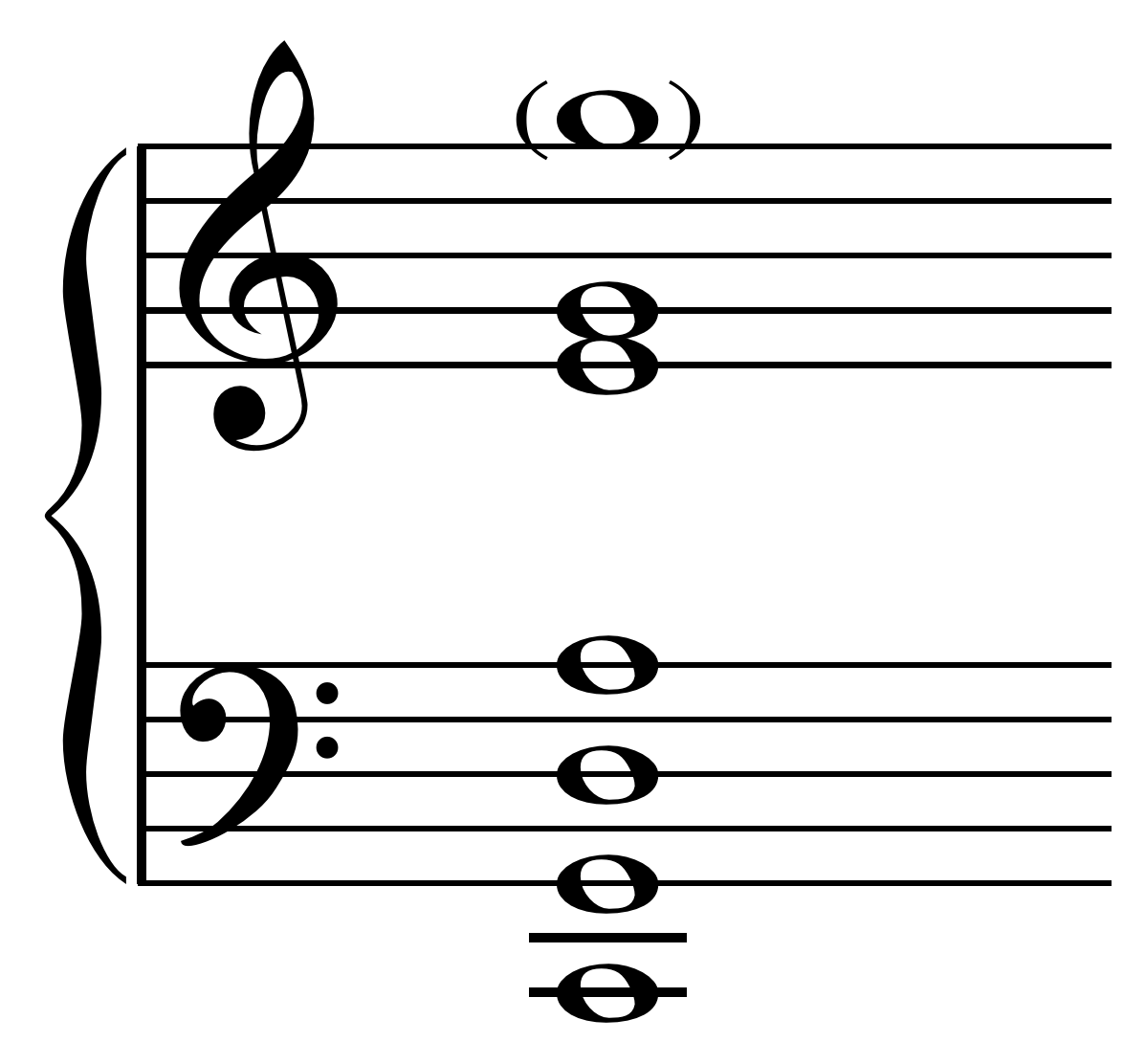
La extensión de la Nueva Afinación Estándar.

Como todas las afinaciones por quintas, la NST tiene una extensión más grande que la afinación estándar, una quinta perfecta más amplia (una tercera mayor más baja y una tercera menor más alta).

### Contexto histórico
La armonía quartal y quintal moderna, revive las tradiciones polifónicas de la Europa medieval. Antes del periodo de práctica común, la polifonía europea enfatizó intervalos y octavas,unísonas y también las quintas perfectas. Desde el l Renacimiento hasta el 1900, la música sinfónica Occidental  era diatónica, enfatizando la armonía tertian de escalas mayores y menores, llaves y acordes. Mucha música popular, especialmente el rock, retiene una armonía diatónica.

## Diámetro de cuerdas

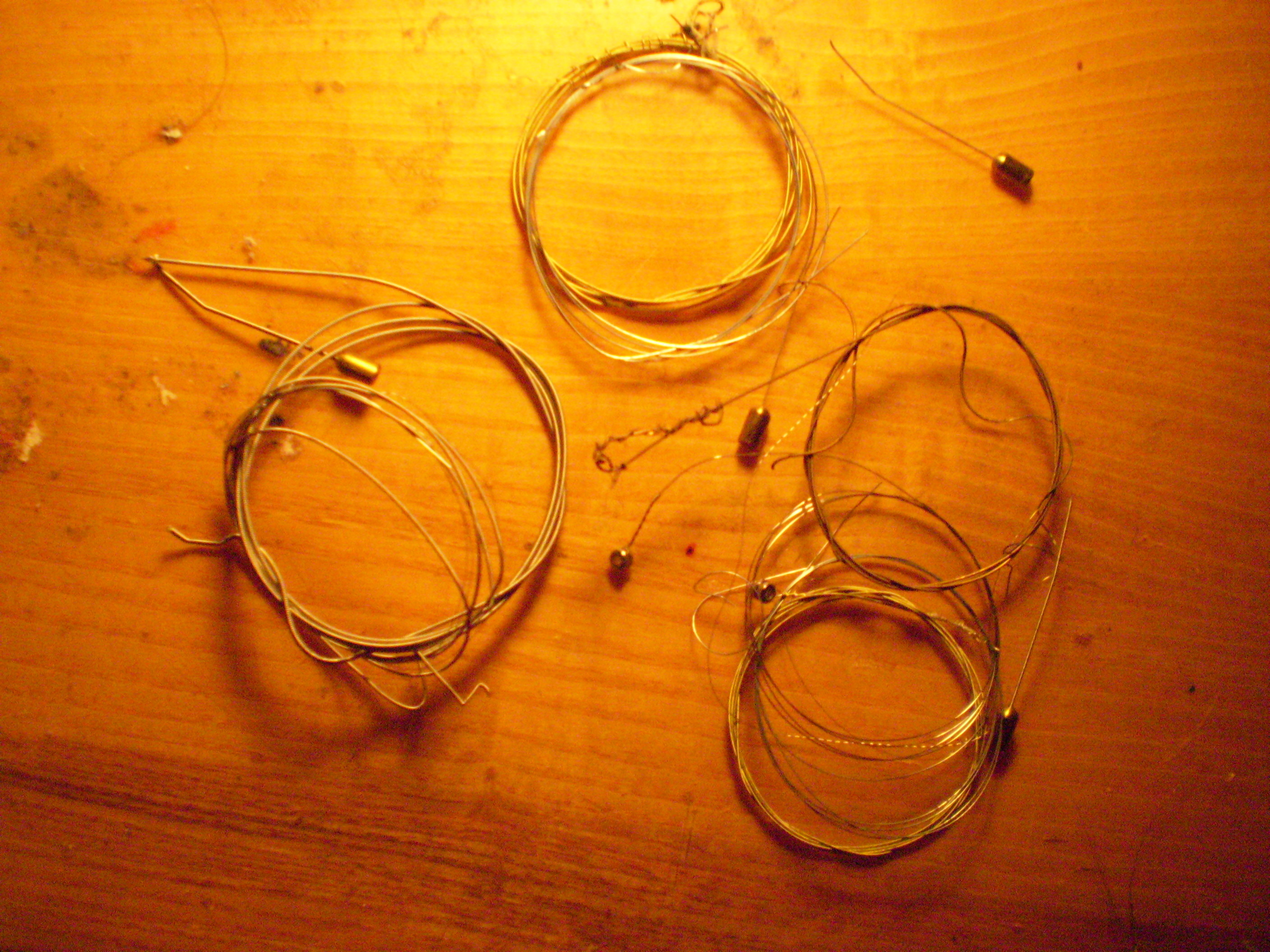
Cuerdas de guitarra que fueron diseñadas para un Mi alto, pueden ser afinadas en NST, con un Sol alto, con una alta tensión una vida útil más corta.

Con cuerdas tradicionales de guitarra, el Do grave puede quedar muy suelto y el Sol agudo puede resultar demasiado tenso. Diámetros especiales de cuerdas resultan más propicias para la NST. Para guitarras electroacústicas con cuerdas de acero, muchos participantes de Guitar Craft utilizan un conjunto de .011–.058 pulgadas o uno de .011–.059 pulgadas. Las cuerdas pueden ser adquiridas en paquetes armados por fabricantes o con cuerdas sueltas, adquiridas de manera individual por el guitarrista.
| Sol 1 | Mi 2  | La 3  | Re 4  | Sol 5 | Do 6           | Distribuidor                                                          |
| ----- | ----- | ----- | ----- | ----- | -------------- | --------------------------------------------------------------------- |
| 0.011 | 0.013 | 0.023 | 0.032 | 0.046 | 0.056          | Guitar Craft Services (No disponibles desde 2012)                     |
| 0.012 | 0.015 | 0.023 | 0.032 | 0.046 | 0.060          | Guitar craft Services (No disponibles desde 2012)                     |
| 0.011 | 0.013 | 0.022 | 0.032 | 0.047 | 0.058          | John Pearse, fabricante de cuerdas                                    |
| 0.011 | 0.013 | 0.022 | 0.032 | 0.047 | 0.059          | D'Addario, fabricante (disponible en cursos del Círculo de Guitarras) |
| 0.010 |       |       |       |       | 0.052 (ligero) | Cuerdas Newtone                                                       |

En 2012, una medida de cuerda de 0.007 pulgadas estaba siendo evaluada por Fripp y otros miembros de Círculo de Guitarras, quiénes estaban considerando reemplazar la nota de Sol de la primera cuerda con una nota La, lo mejor para aproximarse a una nota Si de una afinación por quintas. El diámetro de cuerda de 0.007 pulgadas fue producida por Octava4Plus de Gary Goodman. Robert Fripp usa cuerdas más delgadas para guitarra eléctrica.
| Sol 1  | Mi 2  | La 3  | Re 4  | Sol 5 | Do 6  | Referencia    |
| ------ | ----- | ----- | ----- | ----- | ----- | ------------- |
| 0.010  | 0.012 | 0.016 | 0.024 | 0.038 | 0.052 | Robert Fripp  |
| 0.008  | 0.012 | 0.015 | 0.026 | 0.042 | 0.052 | Curt Dorado   |
| 0.0085 | 0.010 | 0.015 | 0.024 | 0.038 | 0.056 | Fabio Mittino |

## Músicos que utilizan la NST

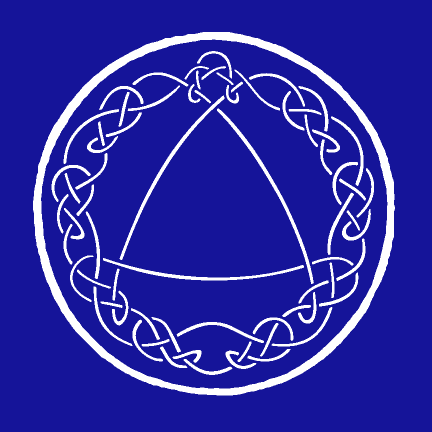
La Nueva Afinación Estándar fue enseñada primero por Fripp en los cursos de Guitar Craft, cuyo símbolo compuesto de nuevos es presentado aquí.

Robert Fripp ha utilizado la New Standar Tuning desde 1984.
Fripp ha enseñado la NST en su cursos de Guitar Craft. En Guitar Craft y desde entonces 2010 en los Círculos de Guitarra, los alumnos solo usan la New Standar Tuning. Al verse obligados a utilizar una nueva afinación, los alumnos son desafiados a aproximarse a su forma de tocar de una manera más reflexiva y consciente, dejando de utilizar sus acordes o digitaciones habituales. Con la nueva afinación, los guitarristas tienen que encontrar nuevas maneras de expresarse musicalmente.
La afinación es utilizada por estudiantes de Guitar Craft, de los cuales han sido unos tres mil. Los alumnos de Guitar Craft que continúan utilizando la NST se denominan "guitarristas crafty" o "crafties". Algunos quitarristas crafty los formaron The League of Crafty Guitarristas (LCG), la cual estuvo de gira con Robert Fripp y publicó varios álbumes. La experiencia de Guitar Craft y The League of Crafty Guitarists entrenó a guitarristas quienes formaron nuevas bandas, como el  California Guitar Trio y Trey Gunn. El California Guitar Trio y Gunn estuvieron de gira con Fripp como The Robert Fripp String Quintet. Otros alumnos de The League of Crafty Guitarists incluye a miembros de Los Gauchos Alemanes, como al estadounidense Steve Ball, a quien se le asocia con el Círculo de Guitarras de Seattle, junto con Curt Golden. 
El disco A Plague of Crafty Guitarists (Una plaga de guitarristas crafty) incluye a los siguientes alumnos de Guitar Craft, quienes fueron listados en una reseña hecha por Barry Cleveland: Tobin Buttram, Nigel Gavin, Geary Street Quartet, Bill Hibbits, Janssen and Jensen, Alejandro Miniaci y From Power Trio /Project, Sur Pacifico, Playmovil y Santos Luminosos.
La NST ha sido adaptada para instrumentos además de la guitarra.  Trey Gunn (intérprete de touch-guitar de King Crimson desde 1994 a 2003) y Markus Reuter (TUNER con Pat Mastelotto, baterista de King Crimson) han adaptado la NST para sus instrumentos de 8 y 10 cuerdas; en 2007 Reuter utilizó una afinación Si♭-Fa-Do-Sol-Re-La-Do-Re. El músico finlandés Heikki Malmberg utiliza una guitarra de 7 cuerdas afinada en NST con una nota Fa grave adicional. Además, Michael Linden West, toca el oud en NST.
En Argentina, la cantante y guitarrista Maria Gabriela Epumer (1963-2003) ha usado esta afinación en sus guitarras.